# Château de Vaugoubert
Le château de Vaugoubert est un château français des XVIIIe et XIXe siècles, situé sur la commune de Quinsac, dans le département français de la Dordogne.
Il fait l'objet d'une protection au titre des monuments historiques.

## Présentation
Dans la partie nord du département de la Dordogne, le château de Vaugoubert est implanté sur la rive droite de la Dronne dont il surplombe la vallée, à moins d'un kilomètre au sud-ouest du bourg de Quinsac.

## Historique
De l'ancien château du XVe siècle, il subsiste deux tours. Le logis principal, bâti au XVIIIe siècle par Antoine d'Aydie, a fait l'objet d'une restauration au siècle suivant.
Le château est inscrit au titre des monuments historiques depuis le 6 décembre 1948.

## Galerie

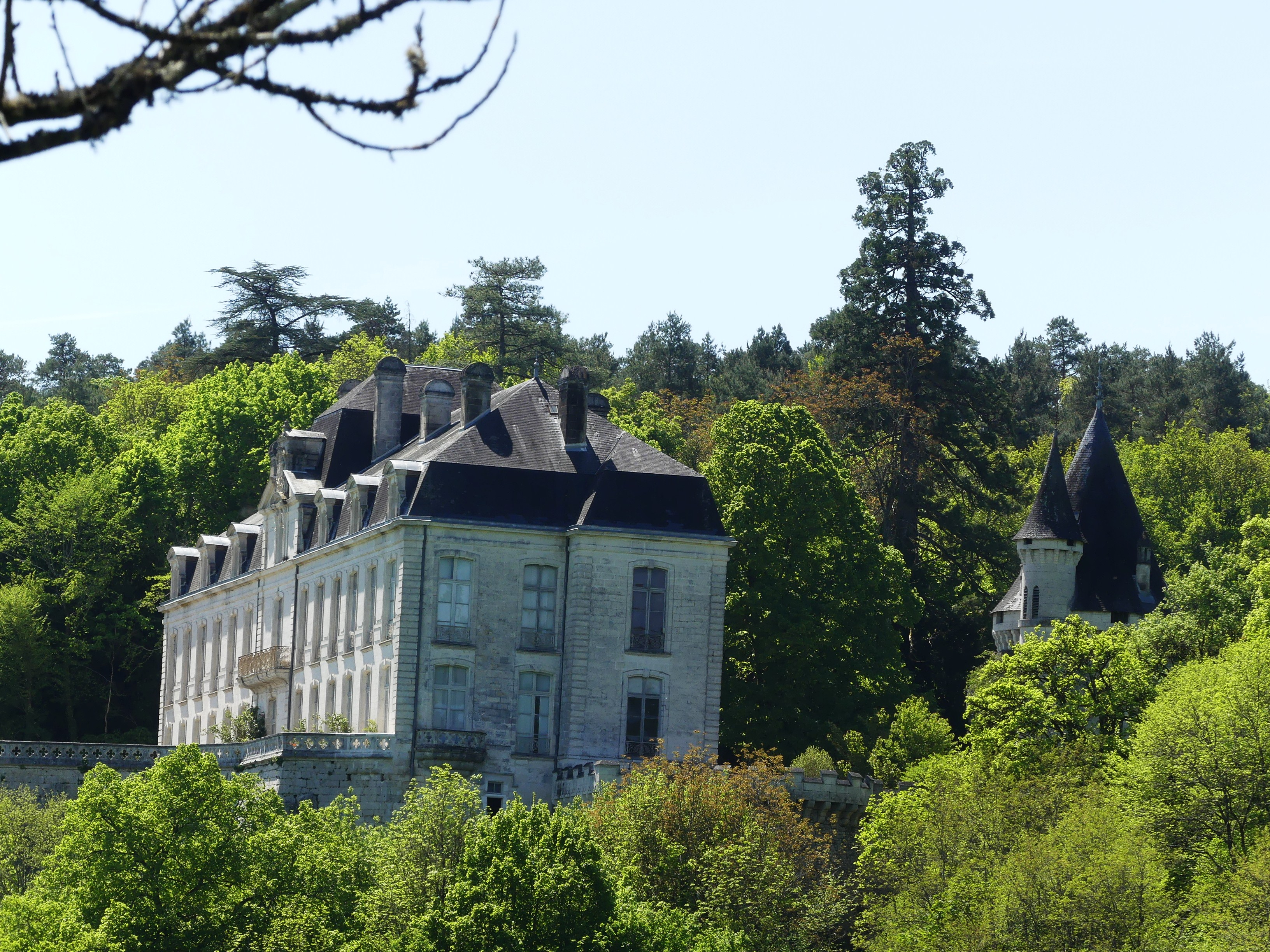
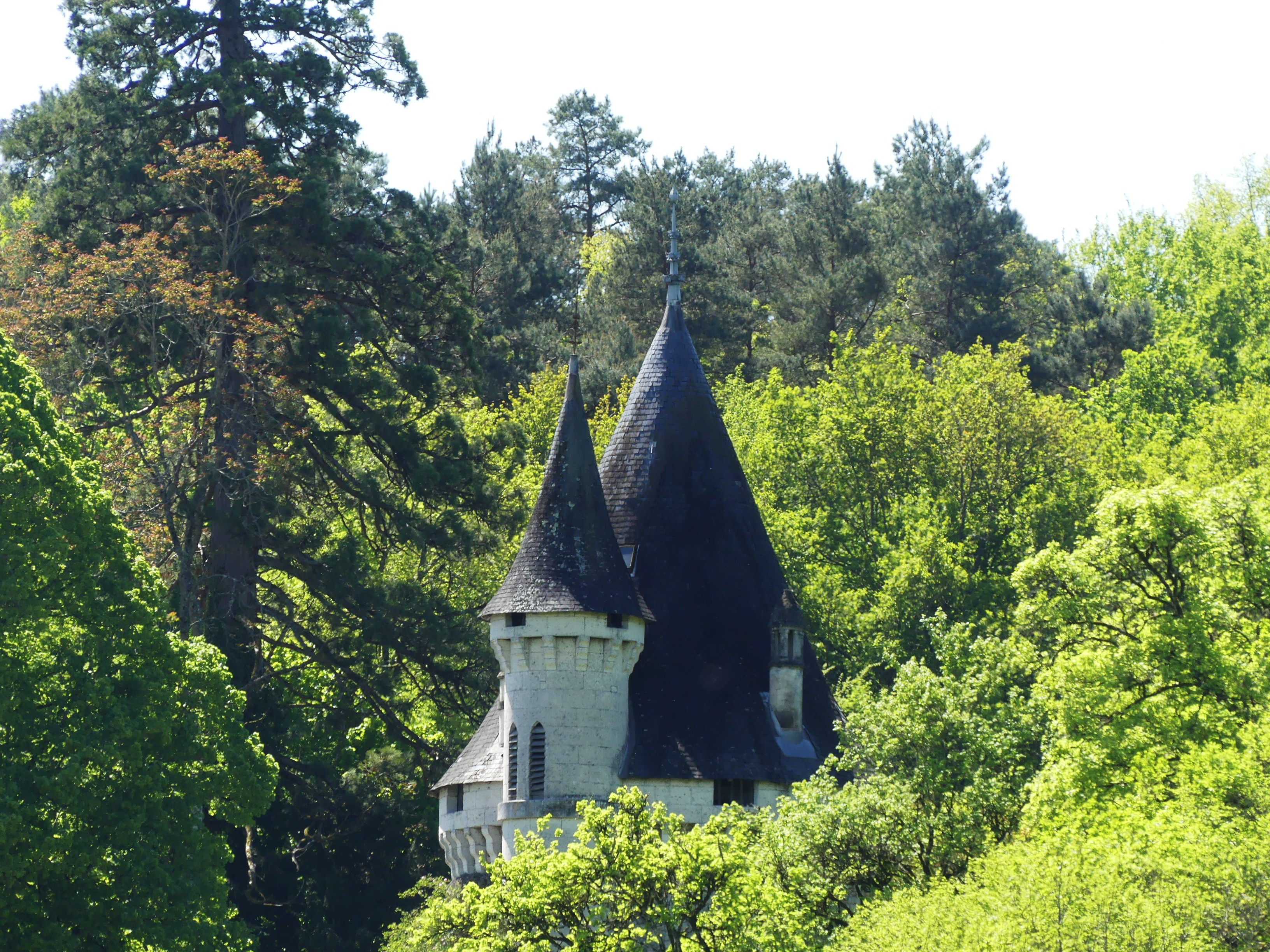
Tour médiévale.